# Castellón de la Plana
Castellón de la Plana (hiszp. wym. [kasteˈʎon de la ˈplana]), Castelló de la Plana (walenc. wym. [kasteˈʎo ðe la ˈplana] – miasto we wschodniej Hiszpanii, we wspólnocie autonomicznej Walencja, na wybrzeżu Morza Śródziemnego, stolica prowincji Castellón i ośrodek administracyjny comarki Plana Alta. Liczy ok. 170 tys. mieszkańców.

## Klimat
| Miesiąc | Sty  | Lut  | Mar  | Kwi  | Maj  | Cze  | Lip  | Sie  | Wrz  | Paź  | Lis  | Gru  | Roczna |
| --- | ---- | ---- | ---- | ---- | ---- | ---- | ---- | ---- | ---- | ---- | ---- | ---- | ------ |
| Średnie temperatury w dzień [°C]                                                                                                   | 15.3 | 16.2 | 18.5 | 20.5 | 23.4 | 27.3 | 30.0 | 30.3 | 27.6 | 23.5 | 18.8 | 15.8 | 22,3   |
| Średnie dobowe temperatury [°C] | 10.6 | 11.3 | 13.4 | 15.4 | 18.5 | 22.5 | 25.3 | 25.6 | 22.9 | 19.0 | 14.3 | 11.4 | 17,5   |
| Średnie temperatury w nocy [°C] | 5.8  | 6.4  | 8.3  | 10.3 | 13.6 | 17.6 | 20.6 | 20.9 | 18.1 | 14.4 | 9.8  | 7.0  | 12,7   |
| Opady [mm] | 36   | 31   | 31   | 42   | 44   | 19   | 9    | 24   | 71   | 70   | 49   | 42   | 467    |
| Średnia liczba dni z opadami | 4.2  | 3.5  | 3.3  | 4.6  | 4.7  | 2.8  | 1.4  | 2.4  | 5.0  | 5.0  | 4.2  | 4.4  | 45,5   |
| Wilgotność [%] | 67   | 66   | 64   | 63   | 63   | 63   | 64   | 66   | 68   | 69   | 68   | 68   | 66     |
| Średnie usłonecznienie [h] | 180  | 179  | 209  | 235  | 272  | 296  | 329  | 290  | 229  | 203  | 173  | 164  | 2755   |
| Źródło: Agencia Estatal de Meteorología (liczba dni z opadami dla wartości 1 mm, wysokość 43 m n.p.m., 6,5 km od morza, 1981-2010) |      |      |      |      |      |      |      |      |      |      |      |      |        |

## Nazwa
Do roku 1982 miasto nosiło hiszpańską nazwę Castellón de la Plana. Dekretem Komisji Plenarnej Generalitat Valenciana z 19 lipca 1982 r. ustanowiono dwie równoległe nazwy, hiszpańską Castellón de la Plana oraz walencką (katalońską) Castelló de la Plana. Na mocy dekretu z 22 marca 2019 r. wyłączny status urzędowy nadano nazwie walenckiej. Dekretem z 17 grudnia 2024 r. powrócono do nazwy dwujęzycznej.

## Ludzie związani z Castellón de la Plana
Urodziła się tutaj Sara Sorribes Tormo, hiszpańska tenisistka.